# Гомін Підгір'я (альманах)
Гомін Підгір’я (альманах) — багаторічне літературно-художнє видання, яке започатковане у Дрогобичі в 2003 році членом Української асоціації письменників Михайлом Базаром (головний редактор видання).
Станом на 2012 рік вийшло 20 номерів літературного альманаху. Початковим друк здійснювався у ВФ «Коло», згодом у ПП «Посвіт». 
В альманасі вміщено прозу та поезію як відомих письменників, так і початківців-аматорів.  
Головний редактор видання – Михайло Базар.